# Johann Christian Ludwig Hellwig

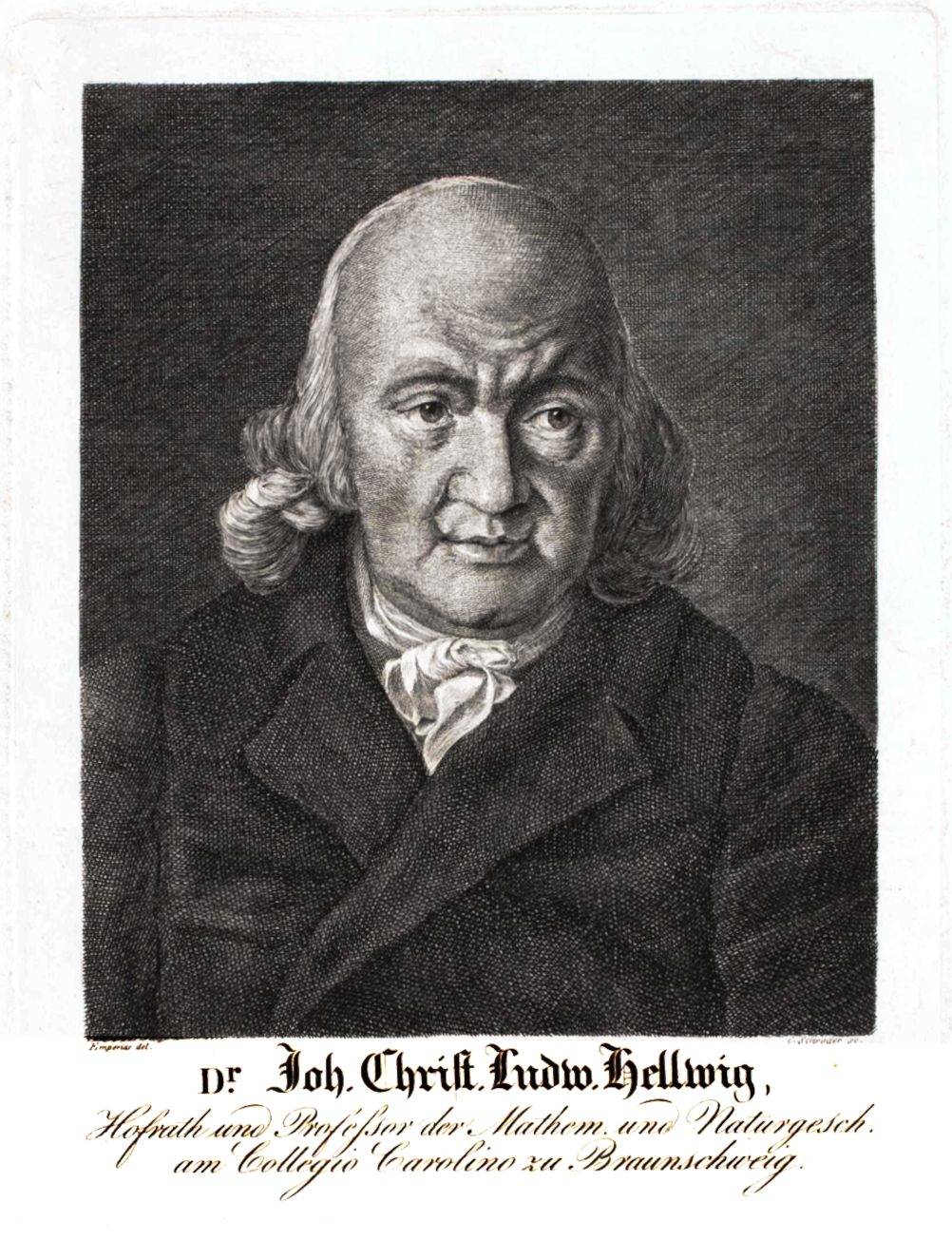
Johann Christian Ludwig Hellwig

Johann Christian Ludwig Hellwig (* 8. November 1743 in Gartz (Oder) (Pommern); † 10. September 1831 in Braunschweig) war ein deutscher Mathematiker und Naturwissenschaftler.

## Leben
Nach seinem 1763 begonnenen Studium der Mathematik und der Naturwissenschaften in Frankfurt/Oder begleitete er den braunschweigschen Prinzen Wilhelm Adolf († 1770) auf einer Reise nach Südrussland. Nach dessen Tod lebte Hellwig in Braunschweig, wo er an den Gymnasien Martineum und Katharineum Mathematik unterrichtete.
An der Universität Helmstedt wurde er zum Dr. phil. promoviert. Im Jahre 1790 wurde er zum Professor und 1802 zum Hofrat ernannt. Er lehrte von 1803 bis 1831 als Professor für Mathematik und Naturwissenschaften am Collegium Carolinum, welches von 1809 bis 1814 zwischenzeitlich in eine Militärakademie umgewandelt wurde. Er arbeitete auf den Gebieten der Insektenkunde (Entomologie) und Mineralogie, besonders aber der Mathematik. 1812 wurde er zum korrespondierenden Mitglied der Preußischen Akademie der Wissenschaften und 1821 zum Mitglied der Leopoldina gewählt.
Hellwig war Lehrer und Förderer des später in Berlin tätigen Entomologen Johann Karl Wilhelm Illiger (1775–1813). Ihre Insektensammlungen bildeten die Basis für die Sammlung an der Universität Berlin.
Zu seinen Schülern zählten auch Carl Friedrich Gauß und Johann Centurius von Hoffmannsegg.
Auf Grund der Wahrscheinlichkeitsrechnung gründete Hellwig ein Sterbecassen-Institut und die Braunschweigische allgemeine Witwenkasse, die später in die Öffentliche Versicherung Braunschweig eingingen. Dafür erarbeitete er mathematische Tabellen für nach Eintrittsalter abgestufte Beitragssätze, womit er die heute übliche Form der Lebensversicherung vorbereitete.
Außerdem war Hellwig Erfinder eines dem Schach ähnlichen Strategiespieles, das 1780 in Leipzig gedruckt wurde und seinerzeit sehr beliebt war.
Sein Sohn Friedrich von Hellwig war preußischer Offizier in den Befreiungskriegen.

## Werke (Auswahl)
- Anfangsgründe der allgemeinen Mathematik und der Arithmetik zum Gebrauch seiner Zuhörer. Waisenhaus, Brunschweig 1777. (Digitalisat)
- Versuch eines aufs Schachspiel gebaueten taktischen Spiels. 2 Bände. Crusius, Leipzig 1780. (Digitalisat Band 1), (Band 2)
- Das Kriegsspiel, ein Versuch die Wahrheit verschiedener Regeln der Kriegskunst in einem unterhaltenden Spiele anschaulich zu machen. Reichard, Braunschweig 1803. (Digitalisat)
- Tabellarische Uebersicht der Ordnungen ... der Säugthiere. Fleckeisen, Helmstedt 1819. (Digitalisat)